# Hedysarum kasteki
Hedysarum kasteki är en ärtväxtart som beskrevs av M.S. Bajtenov. Hedysarum kasteki ingår i släktet buskväpplingar, och familjen ärtväxter. Inga underarter finns listade i Catalogue of Life.